# Ilha Great Barrier
A Ilha Great Barrier (em maori: Aotea) é a sexta maior ilha da Nova Zelândia. Está situada a 100 km a nordeste de Auckland. Está separada da ilha Norte, mais especificamente da península de Coromandel, pelo estreito de Colville.
Tem um comprimento de 35 km de norte a sul. Ocupa uma área de 285 km². Tem uma população permanente de aproximadamente 939 habitantes (2013), a maioria deles em áreas costeiras como Port Fitzroy e Okupu. O maior assentamento desta ilha é no porto de Tryphena, no sul da ilha. A população aumentou nos últimos anos, juntamente com o valor das propriedades. A economia está relacionada com a agricultura e com o turismo.
Existem 3 escolas primárias na ilha, embora não existam escolas secundárias, pelo que os estudantes devem completar os seus estudos secundários nas ilhas principais ou fazê-lo por correspondência.
Embora a ilha seja tecnicamente parte de Auckland, tem em comum com outras ilhas alguma flexibilidade nas regras que regulam as atividades diárias. Por exemplo, serviços de transportes públicos das ilhas Great Barrier, Chatham e Stewart estão isentos da regulamentação em secção 70C da Lei dos Transportes de 1962 (que estipula que os condutores devem manter o controle de suas horas de trabalho). Os motoristas sujeitos à secção 70B devem, no entanto, ter algum tipo de registro de suas horas de trabalho.
É acessível por via aérea (dispõe de aeródromos) e por uma ligação de ferry-boat entre Tryphena e Auckland.